# もう一度ふたりで歌いたい
「もう一度ふたりで歌いたい」（もういちどふたりでうたいたい）は、1986年6月25日に発売された和田アキ子の44枚目のシングル。

## 解説
- 表題曲のオリジナルバージョンでは、バックコーラスにアン・ルイスとラッツ&スターがノーギャラで参加している[1]。

- 和田は本楽曲で1986年のNHK『第37回NHK紅白歌合戦』に出場し、1978年・第29回以来8年ぶりの紅白復帰を果たす。

- また、紅白では1995年・第46回、2000年・第51回、2009年・第60回でも本楽曲が歌唱されている（1995年・第46回は紅組トリで歌唱）。

## 収録曲
（全作詞：阿久悠／作曲：森田公一／編曲：水谷公生）
1. もう一度ふたりで歌いたい [4:51]
2. 日曜日のきまぐれ [4:29]
  - TBS系情報バラエティ番組『アッコにおまかせ!』エンディングテーマ